# 행중서성
행중서성(行中書省)은, 몽골 제국 원(元) 왕조(대원 울루스) 중통(中統) ~ 지원(至元) 연간에 실시된 중앙 정부 직속관할 1급 행정구역으로, 줄여서 행성(行省) 또는 그냥 성(省)으로 불렸다. 수도 대도(大都)와 하북성(河北省), 산서성(山西省), 산동성(山東省) 등은 중서성(中書省)이 직할했다.

## 개요
중국 학계에서는 행성의 설치를 남북조 시대의 행대(行臺)까지 거슬러 올라가 찾고 있다. 선비족의 왕조였던 북위(北魏)는 전쟁에 있어서의 통일된 지휘 계통과 전쟁에 필요한 인력, 물자 조달을 위해 주(州)의 상위 기관으로써 '○○도대행대'(某某道大行臺)를 설치하여 군사, 행정 권력을 집중 행사할 수 있게 하였다. 행대는 일이 있을 때 그에 맞춰서 설치되었고, 그 일이 끝나면 폐지되었으며 상설 기구가 아니었다. 남북조 이후 여진족의 금(金) 왕조나, 한족의 명(明) 왕조 중후기 나아가 만주족의 청(淸) 왕조 모두 행상서성(行尙書省)을 두어 외정(外廷)의 현지 주재 기구로 삼았는데, 명 왕조 직전에 중국을 지배했던 몽골 제국의 원 왕조(대원 울루스)에서도 행상서성이 존재했다. 
보통 행중서성의 설치는 그 지역의 봉건적 분봉 통치상의 필요에 부응한 것이었다. 고대 중국에서는 관원의 겸직을 구분할 때 행(行), 수(守), 섭(攝), 권(權), 시(試) 등의 글자를 관직 앞에 붙였는데 이를 행수법이라고 한다. 중국뿐 아니라 한국과 일본, 베트남 등 중국식 지배 기구를 본뜬 대부분의 동아시아 왕조들이 이 행수법을 채택하였는데, 「행」(行)은 직사관(職事官)의 관위가 기록관(寄祿官)의 관위보다 낮을 경우에 붙었다. 예를 들어 「양절로권농사 겸 제점형옥공사 조봉대부 행상서탁지원외랑 호군 차자주」(兩浙路勸農使兼提點刑獄公事朝奉大夫行尙書度支員外郞護軍借紫朱)라고 부르는 식이다. 때문에 행중서성(行中書省), 행추밀원(行樞密院) 또는 행상서성(行尙書省) 그리고 행상서성 병부는 따라서 행중서성, 행추밀원, 행상서성, 또는 행상서성 병부에 관계없이, 그 관원의 '기록관' 품계가 반드시 '직사관' 등급의 직책보다 1품 이상 높았다. 
상서는 외정 중대(中臺)에 위치하였으므로 상서성을 중대라 하였고(발해 중대성의 이름이 여기에서 유래하였다), 중서성은 내정(內廷) 중당(中堂)에 위치하였으며, 명청대 행성의 수장은 상서성 병부시랑(尙書省兵部察郞) 겸 도찰원우부도어사(都副院右副都御史)이며, 그가 집무를 보는 곳을 부원(部院)이라 하여 외정을 위해 파견되어 주재하는 재외 현지 파견 임원과 같은 존재였다. 여기에 내각대학사 직함이 더해지면 부당(部堂)이라 하였다. 
수(隋), 당(唐) 초기에는 전투 역량을 집중시키기 위해서도 행대를 세우는 경우가 많았다. 당 태종(唐太宗)은 즉위하기 전 진왕 시절에 섬동도대행대(陝東道大行臺) 직무를 지냈던 적이 있다. 거란족의 요(遼), 여진족의 금 왕조에서는 행군원수부(行軍元帥府), 상서행대(尙書行臺) 등이 있었는데 그 명칭이나 역할은 양자가 동일하였다. 
원 왕조는 수도인 경사(京師) 부근 지역이 중서성에 직속되어 있는 것 외에 하남(河南), 강절(江浙), 호광(湖廣), 섬서(陝西), 요양(遼陽), 감숙(甘肅), 영북(嶺北), 운남(雲南) 등지에 모두 11개의 행성을 두었는데, 이를 11행성이라고 한다. 행성에는 승상(丞相), 평장(平章) 등의 관직을 두어 지역의 정치 업무를 총괄하게 하였으며, 지방의 최고 행정 단위가 되었다. 
명 왕조에 이르러 행성을 고쳐서 승선포정사사(承宣布政使司)라 하였다. 조정에 직속된 남북 일부 지역을 제외하고 모두 13개의 포정사사가 있었는데, 이들은 여전히 원 왕조 시절의 관습적인 명칭인 행성이라는 이름으로 불렸다. 청 왕조는 기본적으로 명 왕조의 행정 구역을 그대로 이어받았고, 청 초기에는 본토에 18개 성이 있다가 이후에 봉천(奉天) 등 3개 행성이 더해져서 최종적으로 22개 성으로 늘어났다.

## 행성 목록
- 섬서등처행중서성(陝西等處行中書省)
- 요양등처행중서성(遼陽等處行中書省)
- 감숙등처행중서성(甘肅等處行中書省)
- 하남강북등처행중서성(河南江北等處行中書省) : 지금의 장강이북 허난성, 안휘성, 장쑤성, 후베이성일대를 관할했다.
- 사천등처행중서성(四川等處行中書省)
- 운남등처행중서성(雲南諸路行中書省)
- 호광등처행중서성(湖廣等處行中書省)
- 강절등처행중서성(江浙等處行中書省)
- 강서등처행중서성(江西等處行中書省)
- 호광등처행중서성(湖廣等處行中書省)
- 영북등처행중서성(嶺北等處行中書省)

### 특별행성
- 정동등처행중서성(征東等處行中書省) - 고려(한반도)에 설치 - 일본 원정 위해
- 교지행성(交趾行省) - 교지에 설치 - 대월(베트남) 원정 위해
- 형호점성행중서성(荊湖占城行中書省) - 형남, 호남에 설치
- 면중행성(緬中行省) - 바간 왕국(미얀마) 정벌 후 설치